# Mesochorus ibericus
Mesochorus ibericus är en stekelart som beskrevs av Schwenke 1999. Mesochorus ibericus ingår i släktet Mesochorus och familjen brokparasitsteklar. Inga underarter finns listade i Catalogue of Life.